# Liste der Monuments historiques in Monétay-sur-Loire
Die Liste der Monuments historiques in Monétay-sur-Loire führt die Monuments historiques in der französischen Gemeinde Monétay-sur-Loire auf.

## Liste der Objekte
| Bezeichnung                      | Beschreibung | Standort                        | Kennzeichnung | Schutzstatus | Datum | Bild |
| -------------------------------- | ------------ | ------------------------------- | ------------- | ------------ | ----- | ---- |
| Skulptur eines heiligen Bischofs | Holz         | in der Kirche St-Sulpice (Lage) | PM03001640    | Inscrit      | 1989  |      |
| Weihwasserbecken                 | Stein        | in der Kirche St-Sulpice (Lage) | PM03001639    | Inscrit      | 1989  |      |